# Youku
Youku Tudou Inc. (раніше Youku Inc.), яка веде бізнес під назвою Youku (кит. трад. 優酷, спр. 优酷, піньїнь: yōu kù, акад. Ю ку, буквально «Відмінний (і) крутий»), — служба відеохостингу в Пекіні, Китай. Вона працює як дочірня компанія Alibaba Group Holding Limited.
Штаб-квартира Youku знаходиться в Sinosteel Plaza в районі Хайдянь, Пекін.
12 березня 2012 року Youku досягла угоди про злиття з Tudou в рамках операції з обміну акцій, а нова компанія отримала назву Youku Tudou Inc. У 2014 році вона мала понад 500 мільйонів активних користувачів щомісяця з 800 мільйонами щоденних переглядів відео.
Youku є однією з найкращих у Китаї платформ онлайн-відео та потокових послуг разом із iQiyi, Sohu, LeTV, Tencent Video, PPTV, 56.com і Funshion. Однак домінування Youku на китайському ринку було зупинено її конкурентом від Baidu, iQiyi, в 2015 році.

## Історія
Youku заснував Віктор Ку (Ґу Юнцян), колишній президент китайського інтернет-порталу Sohu. Віктор Ку колись був співробітником Bain & Company, однієї з найвідоміших консалтингових фірм у світі. Початкове фінансування сайту надійшло від 1Verge, фонду, який був накопичений ним. Бета-версія сайту була запущена з обмеженим географічним охопленням у червні 2003 року, а веб-сайт був офіційно запущений у грудні 2003 року. У 2007 році компанія отримала 25 мільйонів доларів фінансування від венчурних капіталістів. У грудні 2009 року компанія оголосила, що залучила 110 мільйонів доларів у вигляді прямих інвестицій. До списку основних інвесторів входять такі, як Brookside (Bain) Capital, Sutter Hill Ventures, Maverick Capital і Chengwei Ventures.
Спочатку компанія наголошувала на контенті, створеному користувачами, але згодом перемістила свою увагу на професійно створене відео, яке ліцензовано понад 1500 контент-партнерами.
У 2009 році валовий дохід Youku склав 200 мільйонів юанів.
Станом на січень 2010 року Youku.com займав перше місце в китайському секторі Інтернет-відео згідно з компанією CR-Nielsen, що надає інтернет-метрики (зважаючи на те, що YouTube заборонений у Китаї). У 2008 році Youku співпрацює з Myspace у Китаї. Пізніше того ж року Youku став єдиним постачальником онлайн-відео, вбудованим у китайську версію Mozilla Firefox.
У січні 2010 року Youku та конкурент Tudou оголосили про створення мережі обміну відео трансляціями, у рамках якої Youku та Tudou будуть перехресно ліцензувати професійно створений відеоконтент.
8 грудня 2010 року акції компанії Youku вперше з'явилася на Нью-Йоркській фондовій біржі. Акції закрилися на рівні 33,44 дол. США в перший день торгів, завдяки чому ринкова капіталізація компанії склала приблизно 3,3 млрд дол. За перші 9 місяців у 2010 року Youku повідомила про дохід у розмірі 35,1 мільйона доларів США та зафіксувала збиток у розмірі 25 мільйонів доларів США за цей період.
У грудні 2018 року компанія оголосила про звільнення президента підрозділу Ян Вейдуна через його допомогу поліції в розслідуванні справи про пошук економічної вигоди.
2 вересня 2020 року уряд заборонив мобільний додаток Youku в Індії (разом з іншими китайськими додатками), цей крок відбувся на тлі китайсько-індійської сутички 2020 року.

### Злиття
12 березня 2012 року Youku і Tudou, дві найбільші онлайн-відеокомпанії Китаю, оголосили про плани злиття, створивши один із найбільших відеосайтів Китаю. До оголошення про злиття Youku займав 11 місце в Китаї, а Tudou – 14. Назва компанії була змінена на Youku Tudou Inc. Головою ради директорів є Віктор Ку, засновник Youku. Акції компанії котирувалися на NYSE YOKU до того, як 6 листопада 2015 року її придбала Alibaba Group. У грудні 2016 року було повідомлено, що платформа має 30 мільйонів передплатників.

## Додаткові джерела
- Інформація Youku на Business Week